# Cantone di Soissons-1
Il Cantone di Soissons-1 è una divisione amministrativa dell'arrondissement di Soissons.
Deriva dalla ridefinizione del cantone di Soissons-Nord, a seguito della riforma approvata con decreto del 21 febbraio 2014, che ha avuto attuazione dopo le elezioni dipartimentali del 2015.

## Composizione
Oltre a parte della città di Soissons, i 10 comuni facenti parte prima della riforma del 2014 erano:
- Chavigny
- Crouy
- Cuffies
- Juvigny
- Leury
- Pasly
- Pommiers
- Vauxrezis
- Venizel
- Villeneuve-Saint-Germain

Dal 2015, oltre a parte della città di Soissons, i comuni appartenenti al cantone sono i seguenti 14:
- Bagneux
- Chavigny
- Crouy
- Cuffies
- Cuisy-en-Almont
- Juvigny
- Leury
- Osly-Courtil
- Pasly
- Pommiers
- Vauxrezis
- Venizel
- Villeneuve-Saint-Germain
- Vregny